# Zeeuwse Dialect Vereniging
De Zeeuwse Dialect Vereniging (oorspronkelijk de Zeeuwse Vereniging voor Dialectonderzoek) is een Nederlandse vereniging die de Zeeuwse taal en de Zeeuwse volkscultuur wil bevorderen en verder ontwikkelen. Het werkgebied is Zeeland en Goeree-Overflakkee. De vereniging werd opgericht in 1929. Zij publiceerde het Woordenboek der Zeeuwse Dialecten en een supplement hierop, en diverse andere uitgaven op het gebied van Zeeuwse taal en folklore. Ook geeft de vereniging een tijdschrift uit.

## Oprichting en begin werkzaamheden
In 1928 kwam een groep Zeeuwen samen om te bekijken of er een woordenboek gemaakt kon worden met de verschillende Zeeuwse dialecten. Dit leidde tot de oprichting van de Zeeuwse Vereniging voor Dialectonderzoek in 1929. Reeds in de negentiende eeuw was men in een aantal Zeeuwse plaatsen woorden en uitdrukkingen in het Zeeuws gaan verzamelen. Dit materiaal werd opgenomen in het onderzoek. De drijvende kracht was mevrouw Hendrika Catharina Maria Ghijsen, geboren op 22 november 1884 in Middelburg, als (onbezoldigd) secretaresse van de Vereniging. Zij was taalkundige en literatuur-historica, gepromoveerd aan de faculteit der Nederlandse Letteren in Leiden op een proefschrift over Betje Wolff. Zij verzamelde en ordende woorden en uitdrukkingen op basis van vragenlijsten die ingevuld waren door dialectsprekers uit de verschillende regio’s van Zeeland. Een wisselende aantal mensen (ongeveer 600) leverden regelmatig via vragenlijsten een waardevolle bijdrage aan de totstandkoming van het Woordenboek der Zeeuwse Dialecten. Sommigen hielpen jarenlang mee door in groepjes de woordenlijsten te bespreken. Een volledige lijst van de medewerkers is opgenomen achteraan in het Woordenboek.
Daarna werden de lijsten verzonden naar het secretariaat van mevrouw Ghijsen. Allereerst moest vastgesteld worden waar Zeeuws gesproken werd en uit welke klanken Zeeuws met allerlei lokale varianten bestaat. In grote lijnen had ieder (voormalig) eiland een eigen dialect. Dit werd op kaarten ingetekend. Omdat er plaatselijk grote verschillen kunnen zijn in uitspraak en betekenis, werden afkortingen voor alle plaatsen in het Zeeuwse taalgebied gemaakt. Tevens werd er een fonetisch systeem ontwikkeld, waarin de verschillende klanken ondergebracht werden. Zeeuws wordt gesproken op de Zeeuwse eilanden en in Zeeuws-Vlaanderen, maar ook op Goeree-Overflakkee. Een uitzondering is het gebied rond Hulst in Oost-Zeeuws-Vlaanderen, met Westdorpe en Nieuw Namen. In dit gebied wordt namelijk geen Zeeuws, maar Oost-Vlaams gesproken. Woorden staan echter niet los van elkaar, pas in zinsverband, krijgen ze betekenis, daarom werden ook vele uitdrukkingen en zegswijzen opgenomen in het Woordenboek. Tevens werden allerlei zaken opgenomen die met Zeeuwse folklore, gebruiken of klederdrachten te maken hebben.

## Publicatie van het Woordenboek
Het Woordenboek der Zeeuwse Dialecten werd rijkelijk met illustraties voorzien door de bekende Zeeuwse kunstenaar Jacques Prince (Vlissingen 1927-Middelburg 1973). Hij maakte zwart-wittekeningen bij de verschillende onderwerpen voor het Woordenboek, waarbij hij helder en duidelijk, met oog voor details, het meest kenmerkende afbeeldde. Mede dankzij vele sponsoren en subsidiegevers kon het grootse werk met 1232 pagina’s na 35 jaar voltooid worden. In 1964 verscheen het Woordenboek der Zeeuwse Dialecten bij uitgeverij Van Goor en Zonen, Den Haag. Daarmee was de Zeeuwse Vereniging voor Dialectonderzoek een van de eersten, die voor een grote, afgeronde regio met samenhangende dialecten een eigen woordenboek had gerealiseerd, van alle Zeeuwse dialecten, zoals die eind negentiende eeuw tot halverwege de twintigste eeuw werden gesproken. Zeeland werd hiermee een belangrijke voortrekker op gebied van woordenboeken!
Eerder was door W. Bisschop uit Groningen het Woordenboek der Groningsche Volkstaal (1886) gemaakt; J.H.Gallé stelde het Woordenboek van het Geldersch-Overijsselsch Dialect samen (1895) en W.Draaijer verzamelde van de stad Deventer het Woordenboekje van het Deventersch Dialect (1896). De opzet van deze woordenboeken en de omvang van de betreffende dialectgebieden was echter zeer beperkt. Verder verschenen er wat losse artikelen en bijdragen over verschillende dialecten in diverse taalkundige tijdschriften aan het eind van de negentiende, begin twintigste eeuw. Een totaaloverzicht van alle variaties van het dialect, op wetenschappelijke en systematische manier samengesteld, zoals het Woordenboek der Zeeuwse Dialecten, ontbrak gedurende lange tijd voor de meeste dialectregio’s.

## Verdere werkzaamheden
De Zeeuwse Vereniging voor Dialectonderzoek merkte echter na het verschijnen van het Woordenboek, dat er nog veel meer woorden, uitdrukkingen en folkloristische termen waren. Dus werd besloten, de werkzaamheden met de vragenlijsten en enquêtes voort te zetten. De Zeeuwse Vereniging voor Dialectonderzoek en de Werkgroep Historie en Archeologie van het Koninklijk Zeeuwsch Genootschap der Wetenschappen gingen samen van 1964 tot 2017 het blad Nehalennia uitgeven. Hierin werden de vragenlijsten opgenomen. Bestuursleden Bas Oele en Koos Oele-Leijs waren van beide verenigingen actief lid en vormden gedurende vele jaren de redactie.
Mevrouw Ghijsen overleed in Domburg op 25 maart 1976. Ze kreeg in 2015 in haar woonplaats een standbeeld voor haar vele werk voor het Zeeuws en het behoud van de Zeeuwse taal en cultuur, gemaakt door Leendert Houtekamer, op initiatief van ZVvDO, ’t Kerkje van Ellesdiek en Engel Reinhoudt.

## Supplement Woordenboek
Ter gelegenheid van het 50-jarig bestaan van de Vereniging werd een speciale bundel met kinderversjes en volksliedjes gemaakt door Lien van den Broecke-de Man, drs.Hein Kluiver en Bas Oele: Kinderversjes en volksliederen uit Zeeland. Bas Oele verzamelde bij vele schoolkinderen de illustraties. Ook hier bleek nog veel meer materiaal tevoorschijn te komen, zodat bij het 75 bestaan van de Zeeuwse Vereniging voor Dialectonderzoek onder redactie van drs. Veronique de Tier, de consulent streektalen van Zeeland van SCEZ, een nieuwe vervolgbundel: Koekoek schietebroek, Kinderspelen in Zeeland met vele spelletjes, verhalen en spelletjesversjes kon verschijnen.
Het vervolg van het Woordenboek der Zeeuwse Dialecten resulteerde in negen regioboeken met woorden en verhalen over diverse aspecten van het leven op Schouwen-Duiveland, Tholen, Walcheren, Zuid- en Noord-Beveland enzovoorts in het dialect van die streek. De politica en wetenschapper met vele bestuursfuncties, mevrouw E.J. van den Broecke-de Man, was hier de drijvende kracht achter. Ze was geboren in Yerseke in 1898 en overleed op honderdjarige leeftijd in 1998 in Middelburg.
Later werden deze regioboeken samengevoegd tot het Supplement Woordenboek der Zeeuwse Dialecten. Speciaal hiervoor was door de Zeeuwse Vereniging voor Dialectonderzoek een Wetenschappelijke Commissie opgericht met onder meer professor Jac.van Keymeulen uit Gent, Pau Heerschap, Kees Fraanje, Bas Oele, Rie Rosmolen-Murre en Rinus Willemsen. Om fondsen te werven, sponsors te zoeken en activiteiten te organiseren en een betaalde kracht in te kunnen huren, richtte de ZVvD een speciale Stichting De Zeeuwse Taele op.
Grafisch ontwerper Jo Jobse maakte op een vergelijkbare manier de illustraties voor het Supplement. In 2003 werden de eerste exemplaren van het Supplement uitgereikt op de jaarlijkse dialectendag door de voorzitter van de Stichting de Zeeuwse Taele ing. J. I. de Regt aan de voorzitter van de Zeeuwse Vereniging voor Dialectonderzoek drs. ing. Kees Martens, en tevens aan de Zeeuwse minister-president professor mr.dr. Jan Peter Balkenende. Drukkerij Van Velzen BV uit Krabbendijke verzorgde de uitgave.
Tussen 1994 en 1998 bewerkte de secretaris van de Vereniging, Rinus Willemsen het materiaal van het Woordenboek zodat een digitale CD-rom ontstond: een echt gesproken woordenboek. Ook in de eenentwintigste eeuw was de ZDV actief met de publicatie van een boek over Wullum van Gilst uit Bruinisse: Ik komme van Bru… een kiek- en leesboek over het DNA van Bru. Met foto’s over vroeger en nu op dezelfde plaats. Pau Heerschap was hier de samensteller van. De ZDV maakte ook luistercd’s bijvoorbeeld Van Brû tot Burghsluus, een aantal humoristische ver’aelen van Schouwen-Duiveland. Op de open dag van het Watersnoodmuseum in Ouwerkerk werden een aantal keren door de bestuursleden Pau Heerschap, Rinus Willemsen en drs. Peter Vleugel verhalen in dialect voorgelezen over de Ramp van 1 februari 1953. Er werden zes bekers gemaakt van Zeeuwse regio’s met een foto en een typerende Zeeuwse spreuk uit die regio.

## Veranderingen in organisatie en werkwijze
In 2017 was een splitsing in Nehalennia', de Zeeuwse Vereniging voor Dialectonderzoek ging alleen verder. Tevens werden de naam en de statuten veranderd in Zeeuwse Dialect Vereniging. De ZDV kreeg toen ook een fraai gekleurd logo, waarop het hele werkgebied waar Zeeuws wordt gesproken, is getekend. In 2019, toen de Vereniging 90 jaar bestond, werden diverse folkloristische markten in alle regio’s waar Zeeuws gesproken wordt bezocht, om de ZDV te laten zien en dingen waar de Vereniging een bijdrage aan had geleverd te verkopen en nieuwe leden te winnen. Bestuursleden waren hiertoe onder meer in Goes, op een van de avondmarkten in Middelburg, de Mendag in Oosterland. Hier waren, omdat het vijftigste keer was dat dit evenement georganiseerd werd, prinses Beatrix, met de commissaris van de koning en de burgemeester ook aanwezig, met koninklijke paarden en koetsen in vol pronkgewaad. De bestuursleden Kees Heule en Peter Vleugel waren verder met hun Dialectenverenigingskraam op de folkloristische markt in Middelharnis en de Landschapsdag op de Molenbergh. Het negentig jarig bestaan werd uitgebreid gevierd in de Vroone in Kapelle met diverse sprekers en liedjes.

## Geraadpleegde bronnen
- Ha. C. M. Ghijsen (red.): Woordenboek der Zeeuwse Dialecten. Den Haag, Zeeuwse Vereniging voor Dialectonderzoek, 1964
- Wetenschappelijke Commissie Zeeuwse Vereniging voor Dialectonderzoek, K. Fraanje (red.): Supplement Woordenboek der Zeeuwse Dialecten. Krabbendijke, 2003.
- J. P. Vaane, A. Teunis (red.): Encyclopedie van Zeeland I. Middelburg, Koninklijk Zeeuwsch Genootschap der Wetenschappen, 1982
- E. J. van den Broecke-de Man, J. H. Kluiver, B. Oele: Kinderversjes en volksliederen uit Zeeland. Middelburg, Zeeuwse Vereniging voor Dialectonderzoek, 1979.
- V. de Tier (red).: Koekoek schietebroek, kinderspelen in Zeeland. Krabbendijke, Zeeuwse Vereniging voor Dialectonderzoek, 2005
- P. Heerschap, R. Willemsen: diverse Nehalennia’s. Krabbendijke, uitgave ZDV.